# Valley of the Damned/Hordes of War
Valley of the Damned/Hordes of War è un EP split tra il gruppo black metal norvegese Immortal e il gruppo melodic death metal svedese Hypocrisy, pubblicato il 30 ottobre 2009 da Nuclear Blast in un'edizione limitata a 333 copie.

## Tracce

### Hypocrisy
1. Valley of the Damned - 04:17

### Immortal
1. Hordes of War - 04:32

## Formazione

### Immortal
- Abbath Doom Occulta - voce, chitarra
- Apollyon - basso
- Horgh - batteria

### Hypocrisy
- Peter Tägtgren - voce, chitarra
- Mikael Hedlund - basso
- Horgh - batteria